# Макаров Іван Гаврилович
Іван Гаврилович Макаров (1888, село Медяни Сергацького повіту Нижньогородської губернії, тепер Нижньогородської області, Російська Федерація — 11 вересня 1949, місто Москва, Російська Федерація) — радянський діяч, директор металургійних заводів. Член ЦК КП(б)У в грудні 1925 — листопаді 1927 і в січні 1934 — травні 1937 року. Кандидат у члени ЦК ВКП(б) в лютому 1934 — жовтні 1937 р. і в березні 1939 — вересні 1949 р. Член ЦК ВКП(б) в жовтні 1937 — березні 1939 року. Депутат Верховної Ради СРСР 1-го скликання.

## Біографія
Народився в родині наймички, ріс без батька. У грудні 1903 — січні 1907 року — учень слюсаря, робітник мартенівського цеху Сормовського заводу в Нижньому Новгороді.
Член РСДРП(б) з липня 1905 року. Брав активну участь в революційній діяльності.
У січні — липні 1907 року — робітник (на нелегальному становищі) Молітовської льонопрядильної фабрики в Нижньому Новгороді. У липні — листопаді 1907 року — робітник (на нелегальному становищі) Астраханського пивоварного заводу. У листопаді 1907 — квітні 1908 року — робітник (на нелегальному становищі) у приватного господаря в Кізлярі Терської області. У квітні 1908 — січні 1909 року — кріпильник (на нелегальному становищі) шахти «Марія» Голубівського рудника Слов'яносербського повіту Катеринославської губернії. У січні 1909 — лютому 1910 року — робітник (на нелегальному становищі) поміщицької економії в Кізлярі Терської області.
У лютому 1910 року заарештований царською владою і до жовтня 1910 сидів у Кізлярській в'язниці. У жовтні 1910 — березні 1913 року відбував заслання у місті Мезень Архангельської губернії.
У березні 1913 — червні 1916 року — слюсар Сормовського заводу; слюсар заводу «Фельзер» в Нижньому Новгороді. У червні 1916 року був знову заарештований і до лютого 1917 року сидів у в'язниці міста Нижнього Новгорода.
Учасник Жовтневого перевороту 1917 року в місті Нижньому Новгороді.
У 1917 — грудні 1918 року — голова Нижньогородської губернської ради народного господарства; голова Нижньогородського губернського відділу металообробної промисловості «Губметал».
У січні — квітні 1919 року — член правління Державного об'єднання машинобудівних заводів (ДОМЗ) Вищої ради народного господарства РРФСР у Москві.
У квітні 1919 — серпні 1920 року — перший радянський керуючий (голова правління) заводу «Сормово» («Красное Сормово») в Нижньому Новгороді.
У серпні 1920 — грудні 1921 року — директор Коломенського машинобудівного (паровозобудівного) заводу Московської губернії.
У грудні 1921 — грудні 1924 року — директор Юзівського металургійного заводу імені Сталіна і копалень заводу на Донбасі.
У грудні 1924 — лютому 1927 року — директор Катеринославського (Дніпропетровського) металургійного заводу імені Петровського Південсталі.
У серпні 1927 — вересні 1928 року — заступник начальника Головного управління металургійної промисловості «Головметал» Вищої ради народного господарства СРСР.
У вересні 1928 — квітні 1931 року — слухач Промислової академії імені Кагановича у Москві.
У квітні — серпні 1931 року — голова правління Всесоюзного об'єднання із імпорту обладнання, металів, напівфабриктів та інструментів «Металоімпорт» Народного комісаріату торгівлі СРСР.
У серпні 1931 — грудні 1932 року — керуючий Українського республіканського об'єднання «Сталь» у місті Харкові.
У грудні 1932 — січні 1937 року — директор Сталінського металургійного заводу імені Сталіна Донецької області.
У січні 1937 — травні 1938 року — начальник Головного управління якісної сталі і феросплавів «Головспецсталь» Народного комісаріату важкої промисловості СРСР.
У травні 1938 — березні 1939 року — заступник народного комісара важкої промисловості СРСР.
У квітні 1939 — листопаді 1941 року — директор Московського заводу ріжучих інструментів імені Калініна «Фрезер». 16 жовтня 1941 року покинув завод і евакуювався до міста Горького.
У 1942 — вересні 1949 року — провідний інженер Народного комісаріату верстатобудування СРСР; начальник Головного управління ковальсько-пресового машинобудування Міністерства верстатобудування СРСР.
Похований на Новодівочому цвинтарі Москви.

## Нагороди
- орден Леніна (23.03.1935)
- медалі